# Prostytucja w starożytnej Grecji i Rzymie

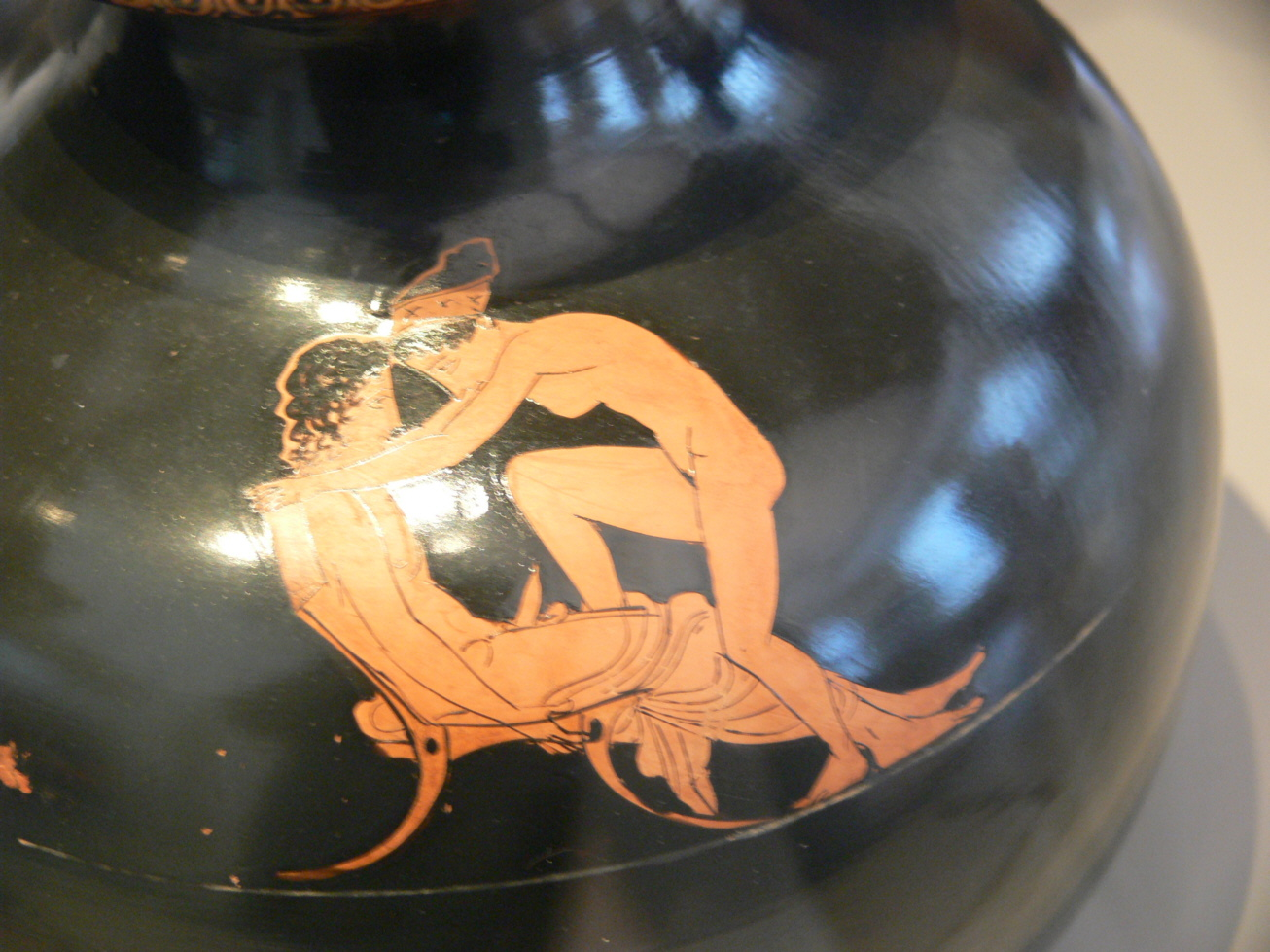
Mężczyzna i grecka hetera przed stosunkiem; Styl czerwonofigurowy Ojnochoe około 430/420 lat przed Chrystusem

Prostytucja w starożytności pomimo wielu wspólnych cech różni się od prostytucji w innych epokach. W starożytnej Grecji zauważa się szczególny podział na jej niższą warstwę i drugą w dzisiejszej nauce bardzo kontrowersyjną wyższą, ekskluzywną warstwę prostytucji heter. W starożytnym Rzymie zaś nie praktykowano żadnej tak drogiej prostytucji. W przeciwieństwie do wielu innych kultur ani Grecy, ani Rzymianie nie odrzucali męskiej prostytucji. Prostytutkami byli często niewolnicy, niewolnice i wyzwoleńcy. W przypadku Grecji sytuacja w Atenach jest dobrze przekazana, jednak poza tym informacje źródłowe są bardzo ubogie. Czasy rzymskie z kolei można zrekonstruować na podstawie historycznych źródeł, przede wszystkim z okresu wczesnego cesarstwa.

## Określenie prostytucja
Rzeczownik prostytucja pochodzi od łacińskiego czasownika prostituere. Prostituere oznacza (siebie lub kogoś) wystawiać na widok, co oznacza zaproponować stosunek.
Określenia dla wyrazu prostytutka w starożytnym świecie były różnorodne i czasami drastyczne. Przykładowo w Grecji określenie σποδεσιλαύρα (spodesiláura, sprzątaczka rynsztoka), u Rzymian lupa (wilczyca) i scortum (skóra). W większości określenia te dotyczą kobiet i ich sprzedajności, i tak u Greków διώβολον („diobolon”, kobieta za dwa obole), πόρνη (porne, kurwa), a u Rzymian meretrix (od merere, zarabiać). Inne określenia powołują się na dostępność prostytutek: δῆμος (dēmos) i κοινή (koinē, oba określenia oznaczają „wspólny”). Rzymianie stosują nazwę publica(publiczny). W kilku przypadkach nazwy powołują się na miejsce, gdzie prostytutka szukała klientów. Tak więc u Greków mamy γεφυρίς (gephyris, stojąca na moście) i u Rzymian prostituta( ta, która stoi na ulicy).
W przeciwieństwie do greckiej Ἑταίραι (Hetáirai, towarzyszka) i rzymskiej amicae (przyjaciółka), klient nie chciał wchodzić w żadne dłuższe kontakty z prostytutką, lecz szukał tylko szybkiego zaspokojenia seksualnego.
Rzeczownik prostytucja (łacińskie prostitutio) został wprowadzony w starożytności wyłącznie przez chrześcijańskich autorów. Pokazuje to, że dopiero nowy sposób zapatrywania, który przyszedł z wprowadzeniem chrześcijaństwa, wywołał potrzebę powstania nowego pojęcia.

## Prostytucja w starożytnej Grecji
Nie jest znane, od kiedy w starożytnej Grecji miała miejsce prostytucja w sensie seksualnej usługi za pieniądze lub inne wynagrodzenie. Pierwsze pisemne poświadczenie znajduje się u Archilocha w VII wieku przed Chrystusem. Dopiero w okresie klasycznym możemy zauważyć odosobnione wypowiedzi o prostytucji w Grecji. Szczególnie znany z prostytucji był Korynt.

### Źródła
Najważniejszym źródłem dla badania starożytnej prostytucji jest mowa oskarżycielska Apollodora – przekazana jako jedna z mów Demostenesa – przeciw byłej heterze Neaira. Zarzucano jej poślubienie obywatela Aten oraz uznanie jej własnych dzieci za ateńskich obywateli, mimo że ona stamtąd nie pochodziła. Takie zachowanie było wówczas karalne. W mowie tej oskarżyciel przedstawia dokładnie towarzyszy życia Neairy, z którymi się spotykała oraz całą jej historię, rozpoczynając od jej pierwszych kroków jako prostytutki w jednym z domów publicznych w Koryncie, a kończąc, gdy miała 50 lat. Nie jest to jedyne tak bardzo szczegółowe źródło odnoszące się do Grecji, ale do całej starożytności. Przekaz w postaci mowy wygłoszonej przez Demostenesa jest szczęśliwym przypadkiem dla badania greckiej historii kultury. Został tutaj przedstawiony nie tylko problem, jak zwykle bywało to w mowach sądowych, lecz także podane istotne przepisy.
Oprócz tej mowy znajdują się liczne ustępy w tekście u Atenajosa. Także u greckich historyków i niektórych poetów, przede wszystkim u attyckich komediopisarzy znajdują się od czasu do czasu w dużej mierze mocno przesadzone epizodyczne informacje lub sprawozdania o poszczególnych heterach.

### Prostytucja świecka

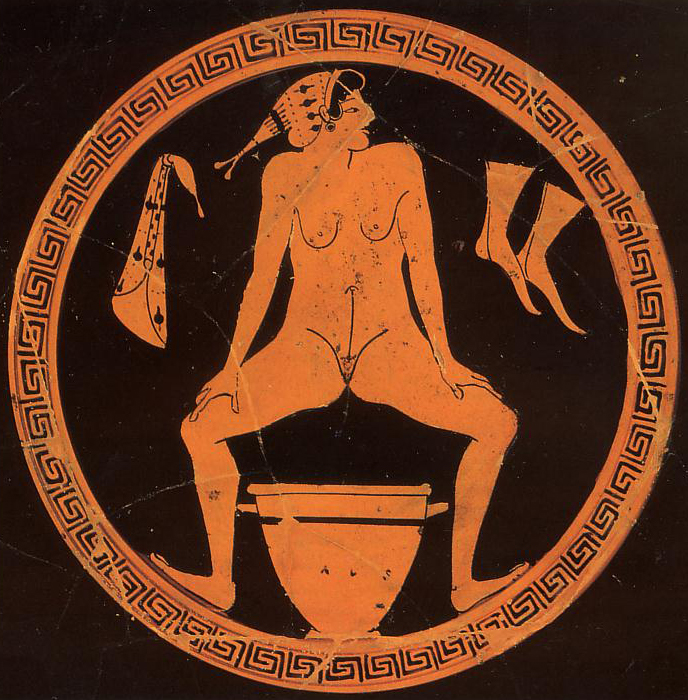
Prostytutka na ubikacji; Wewnętrzne malowidło na czarze do picia; Styl czerwonofigurowy, około 480 przed Chrystusem

Najczęściej informacje o prostytucji w starożytnej historii Grecji pochodzą z Aten. Tam zostało udowodnione, że różne formy prostytucji można było spotkać przede wszystkim w porcie Pireus, na przedmieściach Skiron i Kerameikos. Miała miejsce zarówno prostytucja uliczna, jak również publiczna w rozmaitych domach publicznych. Odwiedzanie ich było bardzo tanie i było wolno korzystać z nich wszystkim mężczyznom, nawet niewolnikom. Nie istniały moralne zastrzeżenia, co najwyżej w przypadku częstych odwiedzin jakiegoś mężczyzny mogło dojść do publicznego pośmiewiska. Ateny na lądzie greckim były także czymś szczególnym, ponieważ w mieście-państwie znajdowały się domy publiczne, w których pracowali państwowi niewolnicy.
Obcowanie z prostytutkami dla ateńskich mężczyzn nie stanowiło problemu. Jednakże obyczaj wymagał, żeby mężczyzna nie odbywał stosunków z prostytutką pod dachem, gdzie przebywały i żyły jego małżonka, matka lub siostra. Ze źródeł wynika, że obrażone żony wnosiły o rozwód z uzasadnieniem, że ich mąż nie okazał wystarczającej dyskrecji. Dla mężczyzn nie było innej możliwości zdobycia seksualnego doświadczenia, ponieważ na ogół nie żenili się przed 30 rokiem życia. Stosunki seksualne z wolnymi obywatelkami nie tylko były potępiane i były stosunkowo rzadkie, lecz także oboje partnerów mogło doprowadzić do kary śmierci. Opiekun, który miał pod swoją opieką dziewczynę, a przyłapał ją z intruzem, powinien ją zabić. Tak więc młodzi ateńczycy raczej nie mieli kontaktu z kobietami, z którymi nie byli spokrewnieni. Doszło do tego, że w Atenach było z pozoru mniej kobiet niż mężczyzn, tak że wielu z nich nie mogło się ożenić. Dla wielu młodych mężczyzn problem stanowił fakt, że prostytutki, które uchodziły za żądne zysku, musiały być opłacone. Często dochodziło do tego, że młodzi mężczyźni roztrwonili otrzymany spadek z prostytutkami, ale chyba raczej z przyzwyczajonymi do luksusu heterami.
Ochrona prawna prostytutek była nad wyraz ograniczona i bez męskiej opieki kobiety te nie mogły przeżyć. Wprawdzie małżonki i konkubiny były pod ochroną prawa, ale jawnie nie dotyczyło to prostytutek. Ochronę zapewnić im mogli tylko mężczyźni. Prostytutki częściej niż obywatelki Aten decydowały się także na dzieciobójstwo. Dotyczyło to przeważnie męskiego potomstwa, ponieważ chłopiec w przeciwieństwie do dziewczynki nie mógł być wychowanym na prostytutkę i stanowił raczej tylko obciążenie finansowe kobiety otrzymującej emeryturę. Wiele rodzin obywateli Aten porzucało swoje córki, aby nie musieli dać im później drogiego posagu. Dziewczyny, które zostały znalezione, stawały się własnością znalazcy i często stawały się prostytutkami lub skazane były na prostytucję. Praktyki te były jedną z podstaw braku równowagi płci. Kobiety te nie mogły wychodzić za mąż, ponieważ prawo do małżeństwa zastrzeżone było dla wolnych kobiet. Największą nadzieję, jaką mogła mieć prostytutka, będąca niewolnicą było wyzwolenie. Jednak nawet wtedy nie wygasały wszystkie roszczenia poprzedniego właściciela, które obejmowały usługi seksualne.
W Atenach rozróżnia się trzy wizerunki kobiet, które zostały przedstawione w mowie Apollodora przeciw Neairze:
- hetery (prostytutki) – dla przyjemności,
- konkubiny – dla codziennego fizycznego zadowolenia,
- małżonki – dla zapewnienia legalnych potomków i jako zarządczynie domu.

Podział ten nie zawsze jest spójny (akapit hetery).
Szczególną formę ateńskiej prostytucji stanowiły dziewczyny – flecistki (αὐλέτιδες, aulétides). Istniały od końca VI wieku przed Chrystusem, a możliwe, że jeszcze wcześniej. Ich nazwa pochodziła od instrumentu, na którym grały, czyli od aulosu (flet). Podczas sympozjonu zabawiały gości najpierw muzyką, a później usługami seksualnymi. Oczywiście flecistki nie były poważanymi heterami. Były normalnymi prostytutkami, które po prostu szukały klientów w porcie Pireus. Chociaż nawet istniały szkoły dla flecistek, to powszechnie sztukę grania na flecie miały przeważnie opanowaną tylko w niewielkim stopniu i należały do najniższej warstwy prostytutek w mieście. Od IV wieku przed Chrystusem określenie αὐλέτιδες (aulétides) było synonimem „taniej prostytutki”. Najwyższa cena, którą mogły zażądać była prawnie ustalona i wynosiła 2 drachmy. Istnieją przekazy, że mężczyźni, którzy zapłacili więcej, niż dozwolone 2 drachmy, byli karani grzywną. Często podczas sympozjonów dochodziło do walki między mężczyznami o określoną flecistkę, co znane jest z literatury. Jednak z reguły, gdy więcej mężczyzn rościło pretensje do jednej dziewczyny, godzili się na losowanie. Sama kobieta nie miała prawa głosu. Nie dziwi zatem, że poeta Anakreon określa te prostytutki jako „publiczne przejście” lub nawet „cysterna” (do przyjmowania płynów ustrojowych).
Warunki życia w burdelu (domu publicznym) były najwidoczniej uważane za gorsze, niż życie na ulicy. Z mowy Antyfona Przeciw macosze wiadomo, że niewolnica, konkubina z Philenos otruła swego pana, gdy dowiedziała się, że ma jej dość, przez co musiała się obawiać, że zostanie wysłana do domu publicznego. Większe domy publiczne nazywano πορνέα (pornéa). W Atenach znany jest tzw. Budynek Z., z 15 pokojami, który przez długi czas służył jako dom publiczny i schronisko. Zostały w nim znalezione zarówno przedmioty, które były własnością pracujących tam kobiet, jak również naczynia używane podczas sympozjonów.
Wynagrodzenie prostytutki było negocjowane przed stosunkiem. Istnieją także sprawozdania, według których wstęp musiał zostać opłacony, a potem klient mógł być obsłużony według własnego wyboru.
Świeckie stosunki za pieniądze odróżniały normalną prostytucję od szanowanych katamitów i heter, od których oczekiwano więcej, niż tylko szybkich czynności seksualnych. Na ogół pieniądz otrzymywał właściciel domu publicznego, który był nazywany πορνοβοσκός (pornoboskós). W średnich i nowych greckich komediach sutener był często celem drwin. Często przedstawiano ich jako chciwych łotrów. Dlatego, że prostytutkami były przeważnie niewolnice, które były zależne od swoich panów i awans społeczny był dla nich prawie niemożliwy. Jednakże istniały też prostytutki, które nie były niewolnicami. W Atenach prostytuowały się zarówno kobiety wyzwolone, jak też kobiety spoza Aten, aby zarobić na swoje utrzymanie. Często w ten sposób pracowały kobiety, które chciały się same wykupić i spłacić powstałe długi. Tak czy inaczej musiały one się zarejestrować i płacić specjalny podatek.
Było najwidoczniej rzeczą normalną, że właściciel niewolnic kazał im pracować w inny sposób, gdy nie miały żadnych klientów. Były one przeważnie używane do produkcji chust. Przedstawienia przędzących prostytutek pokazuje bowiem wiele wizerunków na wazach. Także znalezienie ponad 100 wag tkackich w już wspomnianym budynku Z. zdaje się to potwierdzać.

### Hetery

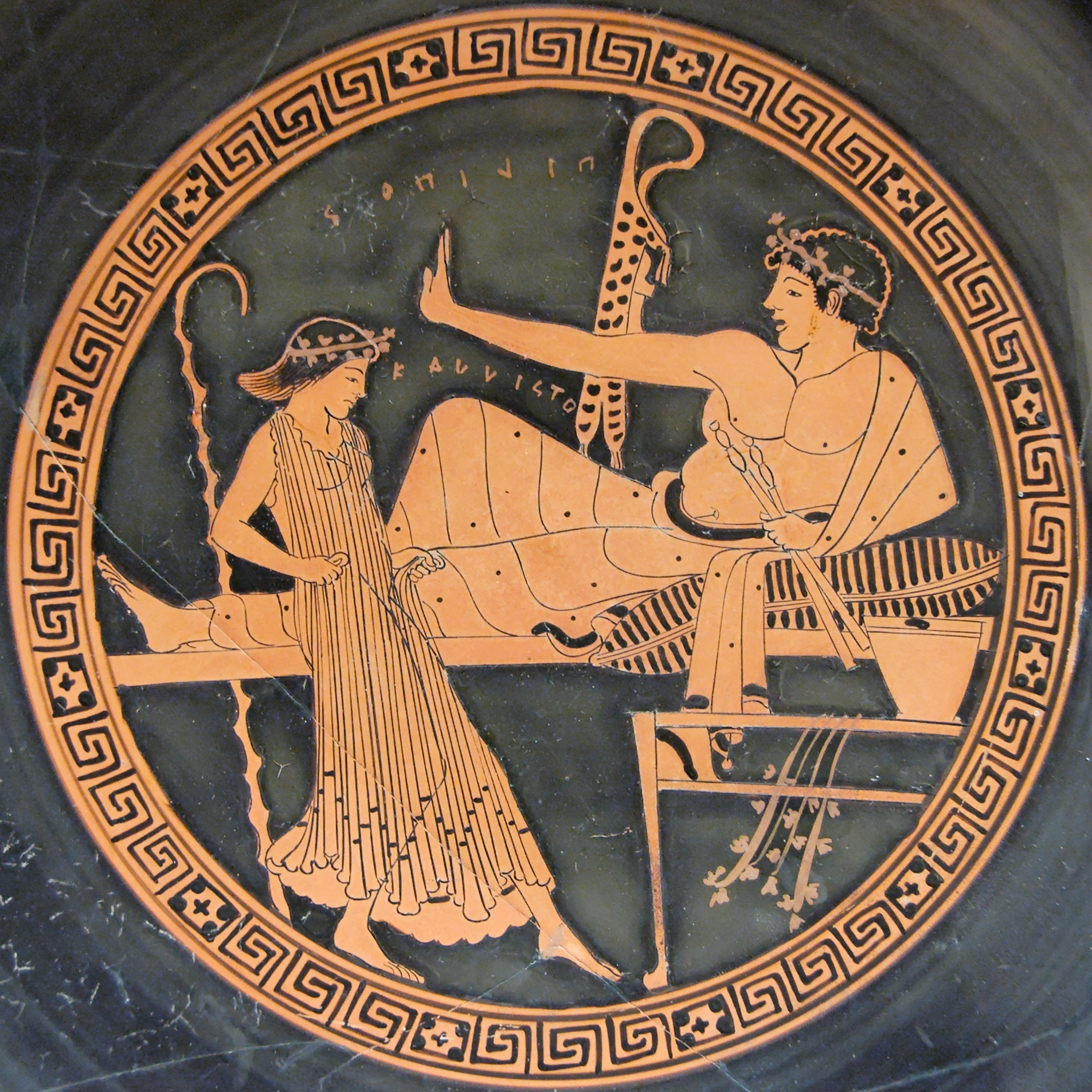
Hetera tańczy dla uczestników sympozjonu; Wewnętrzne malowidło w stylu czerwonofigurowym, około 480 przed Chrystusem

Określenie hetera jest samo w sobie problematyczne. Gdy wyraz γυνή (gynē) mógł oznaczać zarówno małżonkę, jak również ogólnie kobietę, to wyraz ἑταίρα (hetáira) oznaczał nie tylko kobietę z własnym majątkiem lub wysoko cenioną prostytutkę, lecz także po prostu prostytuującą się niewolnicę. W nowoczesnych badaniach pojęcie hetera odnosi się do tej cenionej i poważanej prostytutki.
W świadomości Greków odróżniana bardzo mocno taką heterę od zwykłej prostytutki. Hetery były drogim dobrem luksusowym i z reguły były dostępne tylko dla bogatych, i mężczyzn z arystokratycznych rodów. W ich mniemaniu płacili oni heterze nie tylko za czynności seksualne, lecz uważali się także w według tradycji arystokratycznej etyki wymiany podarunków, jako wspaniałomyślni darczyńcy. Wspierali więc hetery i otrzymywali w zamian towarzystwo, miłość i przysługi seksualne.
Prostytutki zwykle były jedynymi kobiecymi uczestnikami sympozjonów. Mogły to być zwykłe dziewczyny - flecistki, jak również drogie hetery. Troszczyły się one o rozrywki obecnych mężczyzn, do których najpierw należały tańce i muzykowanie, a z biegiem czasu też czynności seksualne. W sztuce greckiej bardzo często odnaleźć można portrety heter. Szczególnie często były one rysowane na wewnętrznych wizerunkach szalek do picia w stylu czerwonofigurowym (zdjęcie po prawej stronie). Tego rodzaju czarki należały także do wzmiankowanego już wyposażenia Budynku Z., używanego podczas sympozjonu.
Hetery tak samo były po części niewolnicami, lecz także po części wolnymi kobietami. Sporadycznie osiągały wielki dobrobyt. Zniewolone hetery były często wykupywane i wyzwalane przez swoich bogatych mecenasów. Po czym mogły pracować na własny rachunek lub utrzymywać stosunki ze swoim mecenasem. Wspomniana już Neaira, której los jako jedynej starożytnej prostytutki został nam przekazany, miała po wykupieniu problem, gdyż dwaj mężczyźni rościli sobie do niej pretensje. Jednym był człowiek, który ją wykupił, a drugim nowy protektor. Ostatecznie jednak obaj pogodzili się z istniejącą sytuacją. Czy Neaira się z tym pogodziła, nie wiadomo, ale nie miała za bardzo wyjścia i musiała pogodzić się z ich wyrokiem.
W porównaniu materiałów źródłowych dotyczących zwykłych prostytutek i heter oraz ich pozycji, ten drugi jest w starożytnej Grecji nieporównywalnie obszerniejszy. O wielu heterach istnieją przekazy imienne. Najbardziej znaną jest Aspazja, małżonka Peryklesa, jednak niesprawiedliwie, ponieważ nie była ona heterą. Jej małżeństwo w Atenach nie zostało uznane za zgodne z prawem z powodu tego, że pochodziła z zagranicy i jedynie poprzez to uważana była za konkubinę, a przez politycznych przeciwników męża, została powiązana bezpośrednio z prostytucją. Ten przykład pokazuje, jak nieostre (tępe) pojęcie zostało użyte do demagogicznych celów.
Ten problem odbijał się echem jeszcze w XX wieku. Aby własne moralne poglądy zharmonizować z wyobrażeniami o tych kobietach, w badaniach został skonstruowany obraz kobiety wykształconej. Jednak dzisiaj już nie można takiego wizerunku utrzymać. W aktualnych badaniach coraz bardziej rozmywa się granica pomiędzy heterami a zwykłymi prostytutkami. Niektórzy badacze negują już nawet realne istnienie heter i widzą w nich tylko drogie prostytutki lub konkubiny, które wcale nie były prostytutkami.

### Prostytucja męska
W epoce klasycznej Grecji w odróżnieniu od szanowanej pederastycznej miłości do chłopców, która rozgrywała się w obrębie społeczeństw polis między wolno urodzonymi i obywatelami wyposażonymi w prawa poszczególnego polis, właściwie nie należała do kręgu prostytucji. Męskimi prostytutkami byli w greckich miastach w epoce klasycznej i hellenistycznej z reguły niewolnicy. Podobnie jak do żeńskich, tak do męskich prostytutek przychodzili tylko męscy klienci. Mężczyźni musieli płacić podatek od prostytuowania się (πορνικὸν τέλος, pornikón télos). Prawdopodobnie dotyczyło to też żeńskich prostytutek.
Miłość do chłopców z reguły nie była równoważna z miłością do kupienia. Była często stosowana jako środek wychowawczy i rzadko kiedy opierała się na wzajemnościach, które nie były wypłacane w formie pieniężnej, lecz podświadomie w postaci prezentów.
W Atenach nie było większych domów publicznych z mężczyznami. Prowadzili oni działalność raczej w małych, pojedynczych pomieszczeniach (οἴκημα, óikēma), których drzwi były otwarte na ulicę. Nie mając klientów, siedzieli przed drzwiami i na nich czekali. Znany jest przypadek Phaidona z Elidy, przyjaciela i ucznia Sokratesa, któremu Platon wystawił pomnik w dziele pod tym samym tytułem. Po zdobyciu miasta Elidy został on wywieziony do Aten i osadzony, jako niewolnik w chłopięcym domu publicznym. Później został wyzwolony przez Sokratesa.
Wydane przez Solona prawo zabraniało pod karą śmierci, żeby ateński obywatel, który trudnił się prostytucją, mógł przemawiać na zgromadzeniu ludowym, obejmować urząd lub brać inny udział w życiu publicznym.

### Prostytucja sakralna
W nowoczesnych badaniach istnieje też bardzo kontrowersyjna prostytucja świątynna, w której świątynne niewolnice (Hierodule) prostytuowały się za pieniądze ku czci jakiegoś bóstwa. W antycznych źródłach mamy informacje przede wszystkim z Koryntu o kulcie w świątyni Afrodyty. Pindar docenił w jednym ze swoich poematów korynckiego Ksenofonta za poświęcenie 100 hierodul. Jednakże historyk V. Pirenne-Delforge zaprzecza, jakoby taka sakralna prostytucja w Grecji istniała.
Tak samo uważa się sycylijski kult Afrodyty z Erice za prostytucję sakralną, o czym na przykład informują Owidiusz, Strabon i Diodor. Jeszcze we wczesnym okresie cesarstwa rzymskiego znajdowały się tu hierodule, jako świątynne prostytutki. Kult ten miał znaczenie ponadregionalne i sięgał aż do Rzymu, gdzie jednak nie ma żadnej konkretnej wzmianki o prostytucji sakralnej, nawet jeśli prostytutki odgrywały tam istotną rolę podczas świąt ku czci Wenus,  Erycina, Venus Verticordia, Fortuna Virilis i Flora.

## Prostytucja u Rzymian

### Materiał źródłowy
Starożytni rzymscy autorzy nie dają na ten temat obszernych informacji. Istniejące liczne źródła na temat prostytucji rzymskiej w starożytności mają różny charakter. Przeważnie chodzi o marginesowe uwagi w tekście na inne tematy. Odnosi się to zarówno do dzieł historycznych, jak i literackich. Wiele z tych uwag trudno dzisiaj zinterpretować, ponieważ w trakcie dyskusji zostały różnie ocenione. Najważniejszymi autorami są tu Katullus, Owidiusz, Marcjalis i Gajusz Petroniusz.
Istotnymi źródłami jednak są też prace dotyczące prawa rzymskiego, które po części szczegółowo zajmują się prostytucją. Tak więc w pandektach znajduje się dopiero obszerna i dokładna definicja prostytucji. Równie obfite są teksty epigraficzne, przede wszystkim graffiti z Pompei. Na końcu, głównie w tekstach egipskich, spisanych na papirusie istnieje wiele wypowiedzi dotyczących gospodarczego rozmiaru prostytucji. W większości przypadków chodzi o pisma z okresu około 200 do 300 lat przed Chrystusem. Źródła literackie dotyczą w większości miasta Rzym. Następne wypowiedzi dotyczą rzymskiej prostytucji z okresu późnej republiki i cesarstwa rzymskiego do wzmocnienia chrześcijaństwa za czasów Konstantyna I Wielkiego w późnym antyku. Temat prostytucji nie kończy się jednak także w tym czasie, pomimo ostrych traktatów pisarzy chrześcijańskich (akapit o stanie prawnym).

### Świat życia prostytutek

#### Pochodzenie prostytutek
Wykorzystanie komercyjne zarówno męskich, jak również żeńskich osób do celów seksualnych było tylko częścią przymusowych świadczeń. Właściciel mógł wykorzystać seksualnie każdego niewolnika i każdą niewolnicę, lub przekazać ich osobie trzeciej. Stosunek z niewolnikiem był nie tylko akceptowany, lecz został nawet opisany i polecany w literaturze, przez co w żaden sposób nie był uważany za haniebny. Dotyczyło to zarówno panów, jak i niewolników.
W przeciwieństwie do innych kultur, u Rzymian praktycznie nie było luksusowej prostytucji, ponieważ bogaci mężczyźni mogli obchodzić się ze swoimi niewolnikami bez żadnych konsekwencji. Świadczenie usług seksualnych miało miejsce w dużej mierze w niższych warstwach społeczeństwa, gdyż w tych wyższych utrzymanie prostytutki było uważane za mecenat. Tylko niewielka liczba prostytutek przyciągała bogatych klientów, a zawdzięczała to głównie swojej seksualnej biegłości. Ochrona państwowa niewolników nie istniała, gdyż państwo przyznało prawa tylko właścicielom.
W Rzymie było wiele możliwości, żeby zostać prostytutką. Najbardziej rozpowszechnione było wywożenie jeńców wojennych. W późniejszym okresie, gdy było coraz mniej nowych niewolników, stało się także ważne rozmnażanie niewolników we własnym domu. Inną możliwością były organizowane porwania – przede wszystkim trudnili się tym piraci, którzy panowali przez dziesiątki lat na Morzu Śródziemnym. Wreszcie nieobce było też porzucanie dzieci, sprzedaż dzieci, a także sprzedaż samych siebie.
Nie tylko niewolnicy padali ofiarami prostytucji. Z nowych badań wynika, jak wcześniej przypuszczano, że istniała sporadyczna liczba dobrowolnych prostytutek. Pojęcie dobrowolny oznacza tu jednak tylko, że kobiety nie były zmuszane do sprzedaży swego ciała przez właścicieli. Wydany przez Oktawiana zakaz zawierania prostytutkom małżeństwa z osobami niezhańbionymi nasuwa wątpliwość, że istniała jakaś warta wzmianki liczba wolnych prostytutek. Wiadome jest, że były kobiety, które sporadycznie wynajmowały pokój w domach publicznych i oferowały się klientom na własny rachunek. W Rzymie istniała także tak zwana prostytucja wymuszona przez ojca. Materiały źródłowe dotyczące tego zjawiska pojawiają się jednak dopiero za czasów panowania cesarzy Teodozjusza I Wielkiego i Walentyniana. Za ich panowania zostały uchwalone ustawy, które ustalały, że ojciec traci prawo do rozporządzania (patria potestas) córką, jeśli ją prostytuował.
Podłoże prostytucji wolnych kobiet w starożytnym Rzymie niewiele różniło się od dzisiejszego. Zaliczyć do tego należy przede wszystkim: bazę ekonomiczną, brak wykształcenia i trudne wydarzenia w związkach rodzinnych, ale także lenistwo i pazerność na pieniądze. Nierzadko poprzez uprawianie prostytucji było można zarobić dużo pieniędzy szybciej i lżej, niż zajmować się ciężką pracą fizyczną, na przykład przy produkcji tkanin.

#### Artes meretriciae: występowanie, ubiór i biegłość w sztuce

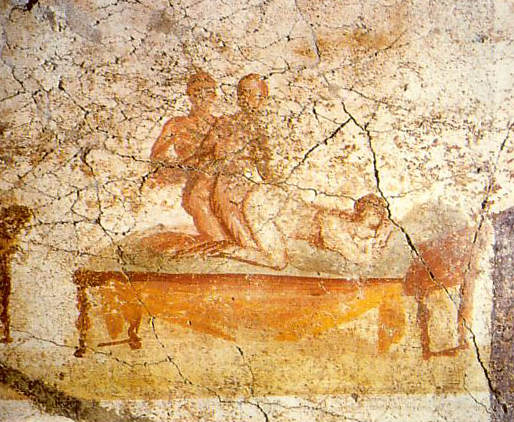
Dwaj mężczyźni i kobieta podczas stosunku; Pompeje,termy

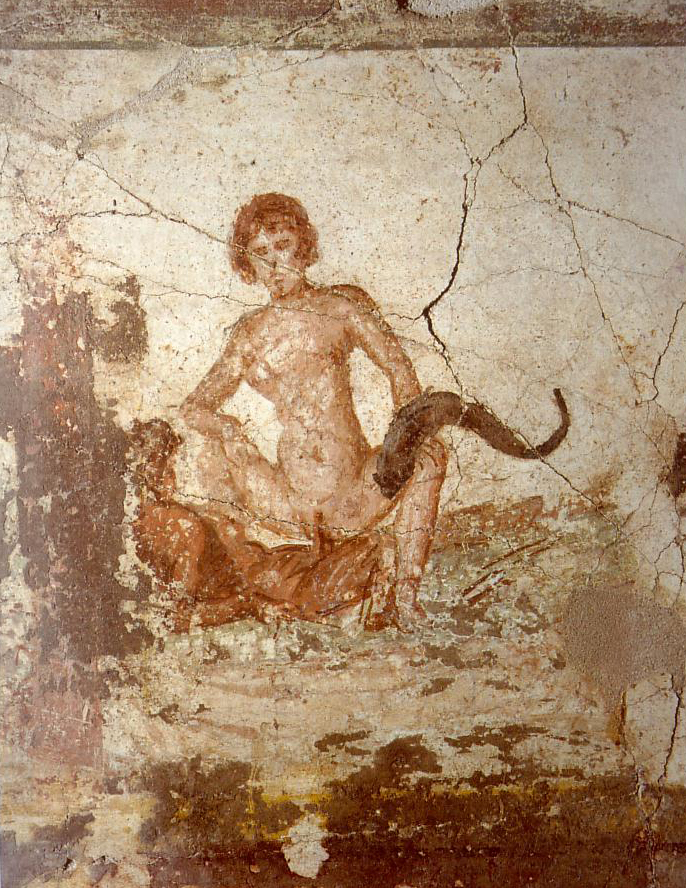
Kobieta siedzi na mężczyźnie podczas aktu płciowego; Pompeje, termy

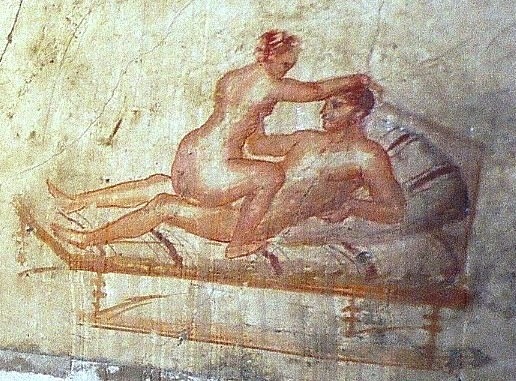
Akt płciowy na malowidle ściennym z Pompei

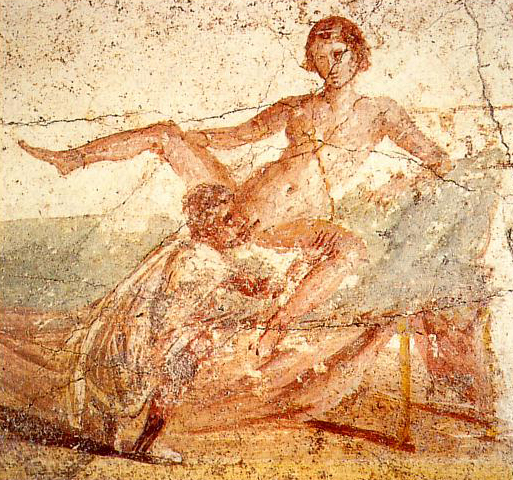
Mężczyzna i kobieta podczas cunnilingus; Pompeje, termy

Tradycyjnie, także i prostytutka w starożytnym Rzymie musiała zwrócić na siebie uwagę, aby zwerbować klienta. Te formy autoprezentacji zostały określone jako artes meretriciae. Były one przekazywane między prostytutkami i obejmowały: zasady społeczne, wskazówki dotyczące urody, ale także ogólne zasady postępowania.
Co dla przyzwoitej rzymskiej kobiety było niedozwolone, jak np.: szczególnie ekstrawagancki ubiór, czy podniecające poruszanie się po ulicy, tak dla działalności prostytutki było niezbędne. Długi czas w badaniach pojawiały się przepisy odnoszące się do ubioru prostytutki, ale dzisiaj już nie mogą one być utrzymane. Jeśli działanie prostytutki nie sprawdzało się, to często nosiła prostą togę z krótką tuniką pod spodem. Normalnie nosiły one prosty ubiór przeciętnej ludności, ale ich strój zawodowy odpowiadał specjalnie wyrafinowanemu kodeksowi. W domach publicznych prostytutki pokazywały się po części nago lub z nagimi piersiami. Powszechnie lubiane było też pokazywanie się w przeźroczystych, podwiązanych, lub krótkich sukniach wykonanych z materiałów importowanych ze Wschodu.
Prostytutki znały się na sztuce makijażu i posługiwaniu się innymi produktami do pielęgnacji ciała, które stosowały nie tylko do ukrywania swoich wad fizycznych i braku urody. Przede wszystkim jednak popularne, czy wręcz przysłowiowe było nadmierne używanie perfum, co często opisywane było w antycznej literaturze. Przykładano również wielką wagę do fryzury. Blondynki uważane były za szczególnie erotyczne, dlatego też prostytutki często rozjaśniały włosy, lub nosiły blond peruki. Szeroko rozpowszechniona była też depilacja. Prostytutki bez owłosienia łonowego były bardzo cenione, co pokazuje znane graffiti z Pompei. Proces depilacji nie był zbyt przyjemny, ponieważ smarowano włosy łonowe arszenikiem, lub wapnem palonym.
Depilacja odbywała się przeważnie w łaźni. Wiele domów publicznych miało własne podłączenie do wodociągów i stosunkowo duże zużycie wody. Czystość była najwyraźniej rzeczą powszechną wśród rzymskich prostytutek. Wydaje się, że przynajmniej w domach publicznych myły się one dokładnie pomiędzy wizytami klientów. Prostytutki, które zarabiały na ulicy, rzadko mogły pozwolić sobie na taki luksus i dopiero po pracy szły do publicznych term. W kulturze rzymskiej panował wstręt do braku schludności odnośnie do seksu. Prostytutka, która nie dbała o siebie, szybko traciła klientów. Brak czystości ukazywał się podczas wykonywania określonych nietypowych praktyk jak np. fellatio lub stosunek analny.
Te praktyki, które naganiały klientów w ramiona prostytutek, dla przyzwoitej matrony, względnie konkubiny były niedopuszczalne. Odwiedzanie prostytutki przez młodych mężczyzn uważne było za normalne, zwykłe i nawet zdrowe. Natomiast potępiano, jeśli starzy mężczyźni to czynili. Starczy seksualizm był z pewnością tabu w rzymskim społeczeństwie. Starzy mężczyźni, którzy chodzili do prostytutek, musieli liczyć się z drwinami, ponieważ oczekiwano od nich panowania nad popędami. Szczególnie wysoko klienci cenili stosunek oralny, który uważany był za „królewską dyscyplinę” wśród praktyk seksualnych. W dużej mierze świadczą o tym jeszcze dzisiaj niezliczone graffiti w Pompejach. Oczywiście prostytutki z powodu tych wykonywanych czynności były często oskarżane o nieświeży zapach z ust.
Stosunek pochwowy odbywał się na ogół jako znany w dzisiejszych czasach pozycja misjonarska, lub podczas którego prostytutka „dosiadała” klienta. Przebieg tego stosunku był przeważnie chłodny i po części bardzo brutalny, gdyż jedynym jego celem było zaspokojenie męskiej żądzy. Także dla innych upodobań mężczyzna musiał iść do domu publicznego. Cunnilingus był w rzymskim społeczeństwie potępiany. Kto chciał to robić, musiał to praktykować u prostytutki, ponieważ z własną żoną uchodziło to za niedopuszczalne. W małżeństwie tylko pochwowy stosunek był uważany jako normalny. Sądzono, że małżonka zasadniczo nie powinna odczuwać żadnej przyjemności podczas aktu seksualnego, bo był on przeznaczony tylko do płodzenia legalnych potomków. Mężczyźni, którzy chętnie zaspokajali kobiety oralnie, uchodzili za impotentów. Tak samo wojeryzm uważano za oznakę impotencji, ponieważ prostytutki podczas stosunku były opłacane przez widza.
Inne formy, takie jak sadomasochizm, czy koprofilia nie są szerzej udokumentowane.

#### Miejsca prostytucji
Pomimo różnorodnych niepełnych i niejednoznacznych materiałów źródłowych, można powiedzieć, że prostytucja była rozpowszechniona w całym państwie rzymskim. Szczególnym ich miejscem były miasta i miejsca, takie jak karczmy, lub podobne społeczne miejsca na wsi, gdzie znajdowały się prostytutki, lub niewolnice, które na korzyść swoich panów wykonywały usługi seksualne dla gości.
W miastach można rozpoznać pewne miejsca jako szczególnie ulubione przez prostytutki i klientów. Obfitym źródłem na ten temat jest Ars amatoria Owidiusza, w której szczegółowo zostały opisane najlepsze miejsca podjęcia kontaktu. Ulubionymi miejscami były więc sale kolumnowe, świątynie- w pierwszej kolejności te, które były poświęcone bóstwom kobiecym, takim jak: Izyda, Pax, Ceres, Bona Dea, lub Magna Mater, ale naturalnie także Wenus – łaźnie, cyrki i teatry, a w Rzymie szczególnie dzielnica biedoty Subura. Na peryferiach miast można było znaleźć prostytutki na trasach wylotowych z miast. Szczególnie osławione były tutaj grobowe ulice. W prowincjach dotyczyło to obozów wojskowych i często położonych blisko nich domów publicznych. Uzasadnione było to prawdopodobnie przez to, że legioniści nie mogli się żenić. Zarówno przed bramami, jak również w obozach wojskowych głównymi klientami przypuszczalnie byli podróżujący oraz krótki czas stacjonujący w Rzymie żołnierze, podczas gdy przykładowo w Subura klientami byli rzeczywiście żyjący tam mieszkańcy.
Zwykły rzymski dom publiczny był określany jako lupanar, co pochodzi od słowa lupa(wilczyca). Innymi określeniami były lustrum (bagno, kałuża, dzika jama; w liczbie mnogiej lustra także burdel i rozwiązłe życie), lub fornix(piwnica, łuk triumfalny). Przede wszystkim już wtedy te pierwsze dwa określenia miały negatywny posmak. Domy publiczne były prywatnymi przedsiębiorstwami, i tak naprawdę tylko w Egipcie są oznaki uregulowanego systemu, o którym jednak do dzisiaj nie można nic sprecyzowanego powiedzieć. Istniało kilka form domów publicznych i podobnych do tego przedsięwzięć:
- od początku zaplanowany budynek jako dom publiczny,
- inne przedsiębiorstwa, które oprócz własnych produktów proponowały także usługi seksualne, przykładowo karczmy, knajpy, inne firmy (przede wszystkim piekarnie),
- pojedyncze pokoje, które przeważnie wychodziły na ulicę.
Trudno jest udowodnić przede wszystkim dwie ostatnie formy, ponieważ często niesłusznie wykluczone mogą zostać inne formy ich wykorzystania.

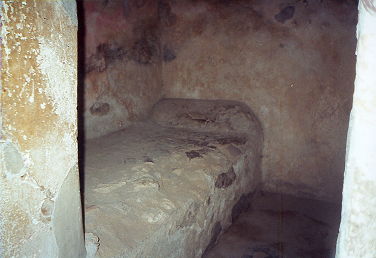
Widok na cele pompejskiego burdelu „Africanus und Victor”

Według spisu pochodzącego z czasów Konstantyna znajdowało się tam 45 lupanarów, a w pochodzącym z trochę późniejszego okresu Curiosum zostało wymienionych nawet 46. Dla Pompei przyjmowane wcześniej liczby były przesadzone. Dzisiaj odchodzi się od tego i podaje, że w mieście był tylko jeden dom publiczny pierwszego typu. Ten lupanar Africanus i Victor jest dzisiaj najwybitniejszym archeologicznym przykładem rzymskiego domu publicznego. Miał dziesięć pokoi, pięć z nich znajdowało się na dole, kolejne pięć na górze, piętro niestety się nie zachowało. W dolnej część z korytarzem pokoje miały tylko dwa metry kwadratowe i były mniejsze niż na piętrze. Przypuszczalnie dawały one schronienie cenniejszym prostytutkom. W każdym pokoju znajdowało się murowane łoże z wyżej murowanym podgłówkiem. Nie było innych przedmiotów wyposażenia wnętrza, pomijając lampy oliwne, które oświetlały pokoje bez okien. Pokoje były zamknięte drewnianymi drzwiami lub zasłoną. Zatem zrozumiałe jest to, co wynika z literatury, że było tam przykre powietrze, dlatego że tak naprawdę tylko korytarz dawał wentylację.
Ściany korytarza były pomalowane na górze bardzo rozległymi scenami erotycznymi. Sugeruje to, że obrazy te były interpretowane zarówno jako stymulacja dla oczekujących, jak również jako rodzaj katalogu usług. Takie katalogi pojawiają się także na papirusie i są znane przynajmniej z ilustracji. Malowidła ścienne były do niedawna przez badaczy ignorowane, ponieważ ilustracje te uważali głównie za niemoralne. Nie zostały one więc ani razu opisane, przez co dzisiaj informacje na ten temat są bardzo chaotyczne i ubogie.
Domy publiczne stosowały intensywną reklamę, aby pozyskać klientów. Wejścia były na różne sposoby oznakowane, często na przykład były to reliefy z erotycznymi wizerunkami, albo reliefy fallusa, czy też lampy z symbolami fallusa. Oczywiście również w tym przypadku interpretacja jest trudna, ponieważ te wizerunki były zupełnie normalne i nie koniecznie musiały dotyczyć wyłącznie prostytucji. W celu reklamy malowano również graffiti na ścianach. Niekiedy były one bardzo wyraźne, ponieważ napisane zostały dużymi literami. Czasami same prostytutki przymocowywały napisy, czasami sutener, czy właściciel, a czasami także zadowolony, (lub też niezadowolony) klient.

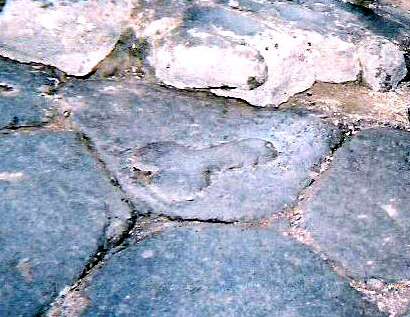
Znaki informacyjne, wyryte na płycie nawierzchni

Oczywiście istniały także subtelniejsze metody reklamy. Tak więc niektóre prostytutki miały naniesione teksty na podeszwach, które jako odcisk na piasku sygnalizowały mężczyznom, że mogą za nimi się udać. Bezsprzecznie mniej subtelne były te brutalne metody, którymi niektórzy właściciele burdelów kusili klientów, i tak byli to: naganiacze i łowcy klientów, którzy w złych czasach po części stosowali także przymus, aby zmusić klientelę do przelotnej przyjemności. Prostytutki także próbowały niekiedy przyciągnąć do siebie klienta, a w razie niepowodzenia znane były z całej gamy wyzwisk pod adresem niedoszłego klienta. Jednakże najprostszą metodą pozyskania chętnych było to, gdy prostytutka siedziała, lub stała skąpo ubrana przed domem publicznym.
Niejasne jest znaczenie niektórych tesser, co może być pojmowane jako talon cesarski, lub jako znaczek podatkowy, rozprowadzony wśród ludu. Znaczenie tych spintrii jest w badaniach bardzo kontrowersyjne. Oczywiście wiele aspektów przemawia za tym, że obok talonów do cyrku, na zboże i wino, także rozdzielane były talony do domów publicznych. Świadczy o tym nie tylko ozdoba na bonach z seksualnymi motywami, czy przedstawieniami pozycji, ale także numeracja od 1 do 16 as, co odpowiadało powszechnie stosowanym stawkom prostytutek.

#### Klienci
Zasadniczo, jak u Greków, tak i u Rzymian było normalne, że mężczyźni korzystali z prostytutek obu płci. Społeczeństwo rzymskie nie wyobrażało sobie, żeby kobiety poza małżeństwem, lub konkubinatem miały inne kontakty seksualne. Małżeństwa nie miały dawać zadowolenia seksualnego ani mężczyźnie, ani kobiecie, lecz w pierwszej kolejności ich zadaniem było spłodzenie legalnych potomków. Nawet rozwój miłości był postrzegany tylko jako rzecz drugorzędna i w najwyższym razie jako dodatek. Chociaż kobiety postrzegane były jako płeć rozpustna i lubieżna, to jednak nie przysługiwało im wolne korzystanie z życia seksualnego ani w stosunku, ani jako prostytutka z prostytutkami. Seksualnego zaspokojenia potrzebowali, według panujących poglądów rzymskiego społeczeństwa tylko mężczyźni. Ponieważ było to nie możliwe w małżeństwie, czy konkubinacie, gdzie określone praktyki seksualne były potępiane, było dla rzymskiego mężczyzny całkiem normalne szukanie zadowolenia w domu publicznym.
Kto nie miał własnego niewolnika lub innej zależnej od siebie osoby, która zaspakajała jego przyjemności, mógł w wielu miejscach miasta spotkać prostytutkę. Droższym kurtyzanom nakazywano przychodzić do domu, tak samo tancerkom, kobietom grającym na instrumentach i śpiewaczkom, które występowały podczas świąt i nierzadko także były wykorzystywane do przysług seksualnych. Kto nie mógł sobie na to pozwolić, szedł do domu publicznego, lub szukał szczęścia na ulicy, albo udawał się do wynajętego pokoju. Szedł do pokoju prostytutki albo szukał po prostu miejsca, w którym mógł dokonać aktu w ukryciu. Osławione były drogi cmentarne przed bramami miast. Prostytutki, które tam działały, nazywano busturiae, ponieważ mówiono, że uprawiają seks przede wszystkim z grabarzami, co było szczególnie haniebne. Uważane były tym samym za najniższą klasę prostytutek.

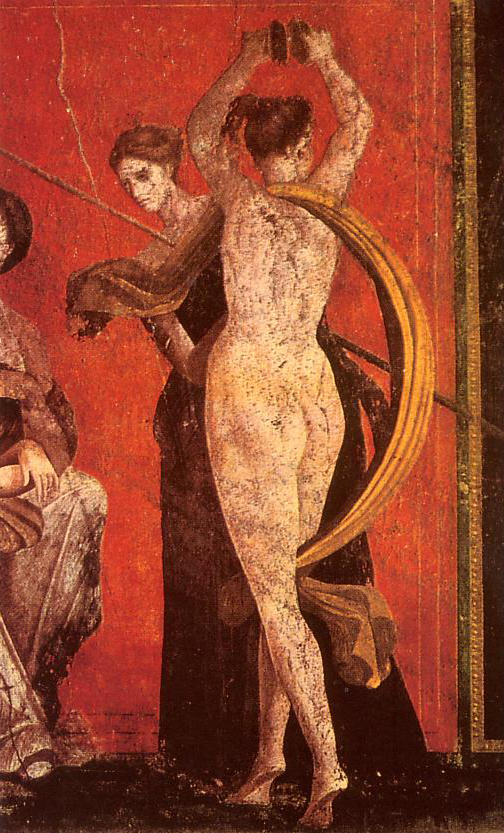
Naga tancerka; Pompeje, Willa z Misteriami

Największa część prostytucji odbywała się w prostych dzielnicach miasta i była tam wszechobecna. Prostytutki nie były wykluczone ze społeczeństwa, lecz jej częścią. Wprawdzie istniały pewne ograniczenia, jak na przykład przy przepisach dotyczących małżeństw, a także musiały one płacić specjalny podatek. Prostytutki brały też udział w kultach religijnych i odgrywały w nich czasem ważną rolę podczas świąt i misteriów. Tak więc klienci i prostytutki żyli ze sobą w bliskich kontaktach i pochodzili przeważnie z tych samych środowisk. Cena skłaniała do częstego korzystania z usług seksualnych. Mężczyzna za stosunkowo małe pieniądze otrzymywał wiele propozycji i mógł robić rzeczy, które jak się zdaje z małżonką były niemożliwe, a z pewnością nielegalne. Oczywiście szacunek do świadczących usługi seksualne nie zawsze istniał i domy publiczne uważano także jako miejsca gwałtu. Z przekazów literackich znane jest wielorakie szorstkie obchodzenie się klienta z prostytutką, które były bite, a podczas stosunku bezwzględnie wykorzystane. Prostytutka podczas wykonywania swojej pracy nie miała żadnych roszczeń do uprzejmego traktowania, co wielu mężczyzn niestety wykorzystywało. Społeczeństwo, które miało raczej szorstkie maniery, tu wystarczy pomyśleć tylko o występach gladiatorów i polowania ze zwierzętami, nie miało względu na wrażliwość sprzedajnych kobiet i mężczyzn. W sztuce jednakże, inaczej, niż w sztuce okresu greckiego, nie ma tego rodzaju przedstawień. Prawdopodobnie jeszcze gorzej niż prostytutkom w domach publicznych powodziło się tym zarabiającym pieniądze na ulicy. W literaturze klienci zostali często opisani jako pijany motłoch. Jest więc możliwe, że zdarzało się też, że dwaj klienci dzielili się jedną kobietą, aby zaoszczędzić pieniędzy, co przedstawia graffiti w Pompejach.
Z biegiem czasu tworzone były specjalne domy publiczne, aby zaspokoić specyficzne życzenia klientów. Prawdopodobnie istniały oprócz lupanarów z kobietami i mężczyznami domy publiczne ze zwierzętami i dziećmi. Marcjalis chwali cesarza Domicjana za to, że wydał zakaz kupowania dzieci w celu nierządu. Oczywiście nie zakończyło to tego problemu, gdyż urodzeni w domach niewolnicy nadal byli wykorzystywani. Również i w tym przypadku nie można jednoznacznie zinterpretować źródeł.
Pośród odwiedzających domy publiczne spory udział mieli także niewolnicy i wyzwoleńcy, którzy nie mieli innej możliwości zaspokojenia swoich potrzeb seksualnych. Również w tym wypadku niewymowne świadectwo temu dają graffiti na ścianach domu publicznego w Pompejach, a także jest to dobrze udokumentowane w literaturze . Na przykład, robił na tym interes Katon Starszy, nakazując płacenie swoim męskim niewolnikom za zgodę na stosunek z jego niewolnicami. W literaturze wykrystalizowały się dwa typy niewolników: do jednych należą niewolnicy miejscy, do drugich zaniedbani niewolnicy wiejscy. Jest to niewątpliwie prawdą, ponieważ w mieście dostępne były wszystkie miejskie przyjemności, także dla niewolników, a oprócz wizyt w domach publicznych, dostępne były także wizyty na przykład w termach. Na wsi takie możliwości były bardzo ograniczone albo w ogóle nie istniały.
Obok klientów niższych warstw znajdowali się przypuszczalnie także młodzieńcy z warstw wyższych, którzy z prostytutkami „przechodzili chrzest seksualny”. Podczas gdy starsi przedstawiciele warstwy wyższej byli źle widziani, gdy tylko wstępowali do domu publicznego, młodym to pobłażano. Robiono im tylko wówczas zarzuty, jeśli w domu publicznym roztrwonili swój odziedziczony majątek.
W wyższych sferach korzystano przede wszystkim z usług kurtyzan, z którymi utrzymywano dłuższe zażyłości, a które w przeciwieństwie do normalnej prostytutki, były dla bogatych protektorów, podobnie jak greckie hetery, często utrzymywane tylko przez jednego klienta. Takie amicae znane są ze stron wielu wybitnych antycznych mężów, jak na przykład Scypiona Afrykańskiego Młodszego, Sulli, Werresa, Pompejusza i Marka Antoniusza. Kurtyzany w rzymskim prawie nie były uważane za prostytutki z powodu ich wolnego prawa wyboru.
Zauważalną część klienteli stanowili żołnierze. Gdzie zbierało się rzymskie wojsko, tam też spotykało się prostytutki w taborach wojskowych. Żołnierze, którzy na podstawie dekretu Augusta nie mogli się żenić do rangi centuriona i odbywali długą służbę wojskową, nie mieli innego wyboru, jeśli chodzi o kontakty seksualne, niż udanie się do prostytutki. Ostre przepisy Augusta zostały złagodzone podczas rządów Trajana i Hadriana, a za panowania Septymiusza Sewera całkowicie zniesione. Niektórzy żołnierze mieli niewolnice, które z pewnością musiały dla nich pełnić usługi seksualne. Kontakty homoseksualne w obrębie grupy żołnierzy były niemile widziane, przede wszystkim wtedy, kiedy wyższy rangą używał swojej władzy w stosunku do podwładnego, aby go wykorzystać. Od czasów panowania Kaliguli żołnierze otrzymywali dodatkowy żołd na prostytutki, ponieważ od tego czasu też byli odpowiedzialni za ściąganie od nich podatku.

#### Korzyści z interesu
Rekonstrukcja działalności sutenerów i temu podobnych osób trudna jest do interpretacji. Już we wczesnych komediach, sutenera i sutenerkę nazywano często lenones i lenae. Byli oni szczególnie negatywnie przedstawiani. Chociaż zawód leno do czasów Walentyniana I i Teodozjusza I, którzy ostatecznie zakazali sutenerstwa, był działalnością cenioną. Mimo to byli jednak źle widziani i podlegali prawu infamii. Leno byli drobnymi sutenerami. Możliwe, że niektórzy z nich prostytuowali tylko własną żonę, córkę, lub podopieczne. Od czasu ustawodawstwa Augusta ta forma prostytucji była zakazana, jako cudzołóstwo.
Na małą skalę sutenerstwem trudnili się także właściciele karczm tzw. caupones. Wielu wynajmowało pokoje prostytutkom i ich klientom, lub oprócz pożywienia i napoi proponowali usługi seksualne przeważnie niewolników. Poza szefami lokali i właścicielami knajp w roli tej byli znani kąpielowi, fryzjerzy, a szczególnie często piekarze.
Nierzadko prostytutki wychowywały własne córki lub znalezione dzieci, aby później dla nich pracowały i zapewniły im utrzymanie na starość. To wyjaśnia także znalezienie wielu męskich szkieletów noworodków, a mało żeńskich w rzymskich domach publicznych. W społeczeństwie rzymskim prostytucję wolnych dzieci uważano za jeden z najniegodziwszych czynów, chociaż prawnie nie była ona zabroniona. Niejednokrotnie była ona usprawiedliwiana grożącą śmiercią głodową. W przypadku tzw. niewolnych dzieci nie miano takich zastrzeżeń.
Profesjonalni sutenerzy znajdowali się tylko jako właściciele lub najemcy domów publicznych. Nie ma informacji, że prostytucja uliczna była podzielona na rewiry i była zarządzana przez poszczególnych sutenerów. Zawodowi sutenerzy mieli kilka możliwości, aby pozyskać niewolników. Jedną z nich był targ niewolników, zakup dziecka od cierpiących nędzę rodziców, lecz także wychowanie znajd i dzieci urodzonych w domach publicznych. Czasami dom publiczny należał do kilku osób. Istnieją również przypadki, w których rzeczywisty właściciel nie chciał być znany, ponieważ funkcja ta była związana ze złą reputacją. W tym przypadku zarządzała lokalem inna osoba, przeważnie wyzwoleniec, lub także niewolnik.

#### Ceny
Ceny usług seksualnych dostarczają nam po części formy literackie, po części papirologiczne, ale przede wszystkim graffiti na ścianach Pompei.
Ze źródeł wynika, że normalna rozpiętość cen to 2 do 16 As (ostatnia odpowiada jednemu denarowi). Źródła literackie mówią także o niższych cenach, co wszak do cen poniżej jednego as, wydaje się niewiarygodne. Najniższą warstwę prostytutek określano jako Quadrantaria. Nazwa ta wywodzi się od określenia dla jednej czwartej as, co było zwykłą zapłatą dla takiej dziewczyny. Wiele wyższych cen wydaje się także nie realna, chociaż było zupełnie sporo kurtyzan, które były nadzwyczaj dobrze opłacane. Większość źródeł, które informują o wysokich cenach, przede wszystkim, jeśli zostały wymienione w związku z rzymskimi cesarzami, może być postrzeganych jako propaganda skierowana przeciw cesarzowi.
Z Pompei, poprzez graffiti są udokumentowane kwoty między 2 a 23 as. Dokładnie połowa wspomnianych cen wynosi 2 as. Zatem można z tego wnioskować, że to była zwykła cena, która sporadycznie była przelicytowana. Można przyjąć, że wyższe ceny były proponowane, lub, że prostytutki kazały sobie zapłacić więcej za ich szczególną urodę. Można także przypuszczać, że prostytutki, które żądały wyższych cen, miały mniej klientów dziennie. Szczególnie wysokie ceny powinny były osiągnąć dziewice.
Bardzo mało istnieje źródeł dotyczących cen poza Rzymem i Pompejami, jednak można twierdzić, że przekrój cen w miastach cesarstwa w pierwszym i drugim stuleciu był jednakowy. Istnieje mało dokumentów o prostytucji poza miastami. Można wysnuć więc wniosek, że tamtejsze ceny były trochę wyższe. Można to widocznie wyjaśnić tym, że na wsi panowała mniejsza konkurencja niż w mieście. W znanym dokumencie z Aesernia (dzisiaj Isernia) wystawiono rachunek klientowi, gdzie została także wliczona prostytutka, która widocznie była zatrudniona w gospodzie. Obejmuje on 8 as, co stanowi nawet większą część rachunku (14 As), który zawiera także nocleg, posiłek i siano dla osła.
Potrzeby na utrzymanie prostytutek zostały obliczone, jak dalece jest to możliwe, przez historyków Duncana Jonesa, Bettine Eva Stumpp i innych. Stumpp ustaliła, że minimum do przeżycia to 3000 as rocznie. Według jej obliczeń prostytutka w idealnych warunkach mogła zarobić od 6500 do 12 000 As netto. Jednakże jest niejasne, jak dalece te obliczenia odwzorowują ówczesną rzeczywistość. Do tego prostytutki z wiekiem były mniej atrakcyjne, zatem trzeba liczyć się z ich stopniowym odrzucaniem. Zależne prostytutki otrzymywały oczywiście mniej, ponieważ pieniądze otrzymywał sutener, lub właściciel. Pomimo tego można przyjąć, że przede wszystkim samodzielne prostytutki zarabiały dość pieniędzy, aby mogły kupić jednego, lub kilku niewolników, ci mogli potem pracować podczas jej podeszłego wieku.
O cenach niewolnic, które były wykorzystywane do prostytucji, dotychczas mało wiadomo. Wprawdzie w literaturze podane są bardzo wysokie ceny, które jednakże trzeba rozumieć przede wszystkim w związku z krytyką cesarskiej rozrzutności i ich rozpustnym życiem, i niemającym nic wspólnego z rzeczywistością. Marcjalis prawdopodobnie przyjmuje dla normalnej prostytutki zarobek około 600 denarów. Jest to niski przedział cenowy dla niewolników, co jest jednak realne, ponieważ prostytutki były niewykształcone i nie posiadały żadnych szczególnych zdolności.

### Stan prawny

#### Okres pryncypatu

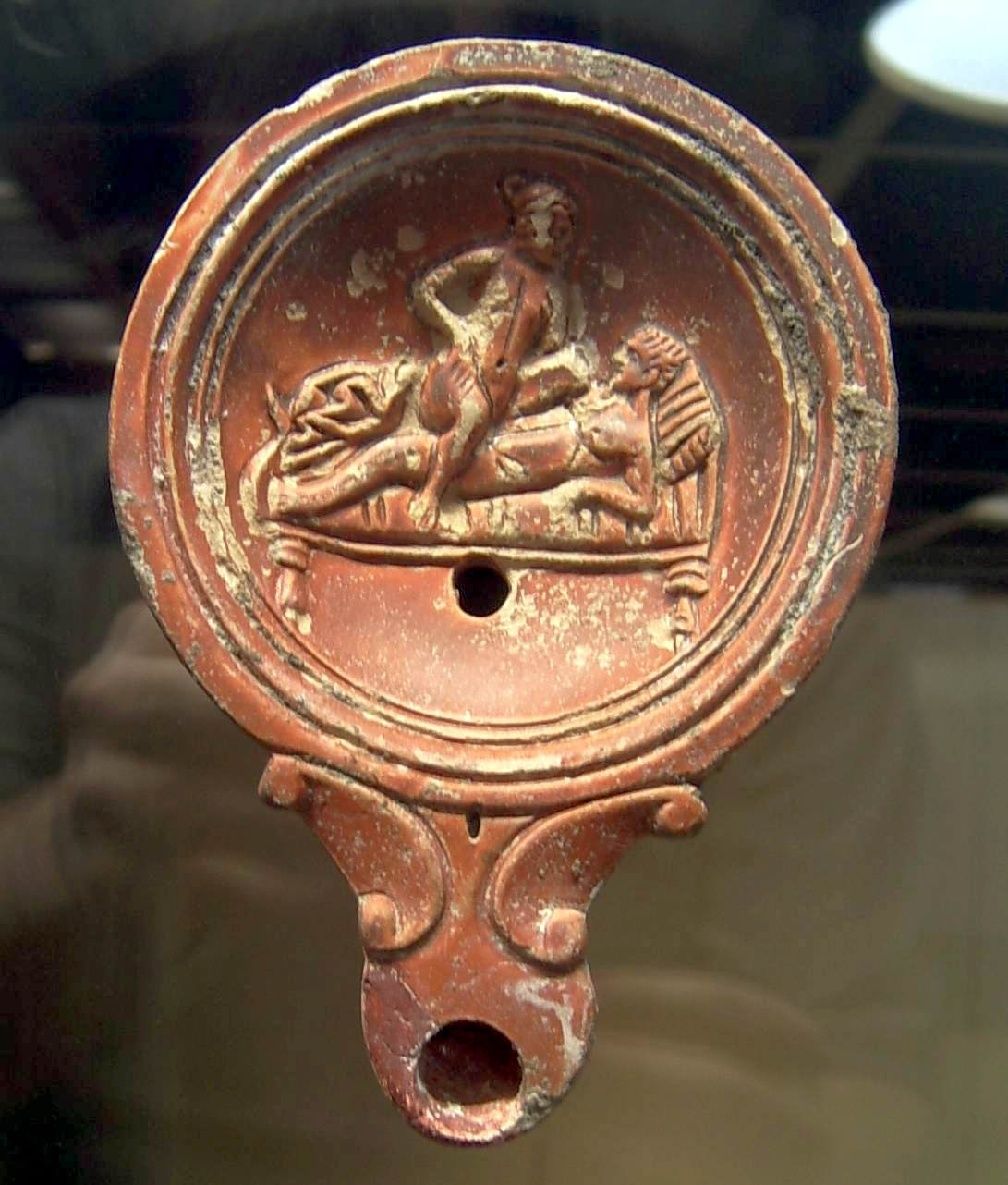
Para podczas stosunku, lampa rzymska Römisch-Germanisches Museum w Kolonii

W prawie rzymskim pojawiały się wciąż próby uregulowania prostytucji. Próba zniesienia jej nie została podjęta aż do późnego antyku. Decydującym prawnym zarządzeniem był lex Iulia et Papia, które zabraniało osobom o wyższej randze żenić się z prostytutkami. Celem tego przepisu było to, aby uniemożliwić prostytutkom wejście do wyższych klas rzymskiego narodu. Tak samo znacząca dla prostytucji była ustawa lex Iulia de adulteriis, regulująca wyjątki surowego ustawodawstwa obyczajowego. Tak więc prostytutki na podstawie tego przepisu nie podlegały karze za cudzołóstwo. Tym sposobem uregulowano sprzedawanie osób w obrębie społeczeństwa rzymskiego. Prawnie prostytutki stały najniżej w warstwach społecznych. Tak samo traktowano pokrewne zawody, które przeciwnicy prostytucji często w swoich wyobrażeniach o nich stawiali je na równo, tak jak męskich i żeńskich aktorów, barmanki, śpiewaczki i tancerki.
Tak jak w innych grupach zawodowych i innych osobach, które zostały narażone na hańbę, prostytutkom nie było wolno, lub tylko w ograniczony sposób wolno było wchodzić w posiadanie spadku. Przed molestowaniem i gwałceniem, przede wszystkim przez osoby wyżej postawione, prostytutki nie były chronione i praktycznie zdane były na ich łaskę i niełaskę. W badaniach kontrowersyjnym jest, czy wtargnięcie w jakieś zamknięte pomieszczenie i zgwałcenie jakiejś prostytutki- niewolnicy jest oceniane jako gwałt, i czy prawo posiadania tu w ogóle sięgało.
W trakcie okresu cesarstwa wciąż ogłaszano przepisy przeciw przymusowej prostytucji, na przykład już wzmiankowana ustawa Domicjana przeciw prostytucji dzieci. Także zmuszanie niewolnic do prostytucji było zabronione, jeśli zostały pod wyraźnym warunkiem sprzedane, lub odziedziczone i nie musiały pracować jako prostytutki. Były one pod tym względem jednoznacznie chronione przez rzymskie prawo. W źródłach znajduje się jednak wiele miejsc, gdzie informuje się o nieposzanowaniu takiej klauzuli umowy. Wyzwolone niewolnice w każdym razie nie było można zmuszać do tego, aby swoje długi spłacały jako prostytutki.
Od czasów rządów Kaliguli, prostytutki i sutenerzy musieli odprowadzać podatek, który był na wzór grecki, i odpowiadał na ogół cenie jednego stosunku z prostytutką. W Egipcie była płatna stała kwota. Wiele z dokumentów, które przetrwały mówi o konsekwentnym podnoszeniu podatku. Zajmowały się tym różne organy państwa: w Rzymie i Kartaginie różne służby wojskowe, w Palmyrach i Egipcie cywilni poborcy podatkowy.
Podatek ten miał widocznie duże znaczenie dla państwa rzymskiego, co wyjaśnia jego konsekwentne podnoszenie do czasów chrześcijańskich. Poza tym był on oznaką zalegalizowania prostytucji. Jak długo podatek był podnoszony, tak długo prostytucja była dozwolona w państwie rzymskim.

### W późnym antyku
Wzmocnienie chrześcijaństwa miało także wpływ na prostytucję: końcem III stulecia Pelagia wyrzekła się swojego wcześniejszego życia i rozpoczęła życie w ascezie, przy czym swój majątek miała podobno przekazać kościołowi, wszak jednak biskup Nonnus miał odmówić jego przyjęcia.
Konstantyn Wielki, który uprzywilejował chrześcijaństwo, niewiele zmienił jednak w stosunku państwa do prostytutek, co nie oznacza, że w późnym antyku nie było poważnych prób ukrócenia prostytucji. Około połowy V wieku zostały podjęte ze strony państwa próby zlikwidowania określonych problemów prostytucji. W źródłach określony jako pobożny chrześcijanin praefectus praetorio per Orientem Florentius, starał się za czasów panowania Teodozjusza II o to, że w 428 roku zostały wydane nowe ustawy. Według nich prostytutki mogły interweniować u biskupa, gubernatora prowincji, lub w miastach, jeśli chciały być zwolnione ze swojej działalności. Poza tym w 439 roku Florentinus zatroszczył się o to, że prostytutki w stolicy, Konstantynopolu zostały wyzwolone, a właściciele domów publicznych w mieście zostali z niego wydaleni. Tak samo zostało zakazane czerpanie zysków przez ojców z prostytucji ich córek.
Wszystko to zdarzyło się nie tylko dlatego, że chrześcijańscy autorzy występowali przeciw prostytucji. Dużo ważniejsze stało się też uznanie jej za zjawisko nieetyczne, pomimo osiąganych z niej zysków dla państwa. W tym wyraża się wolno rosnący kontrast między starym Imperium Romanum a nowym Imperium Romanum Christianum. Za panowania cesarza bizantyjskiego Leona I, prostytucja została ostatecznie zabroniona, a odpowiednie jej podatki zostały zniesione. Oba te postanowienia okazały się oczywiście nieefektywne, ponieważ za panowania Anastazjusza I pod koniec V stulecia znowu była mowa o tych podatkach.
W czasie Justyniana Wielkiego zostały wydane ustawy chroniące młode dziewczyny, i na podstawie tego wiemy, że działalność prostytucji w stolicy znowu wzrosła. W prowincjach kupowane były przez handlarzy dziewczynki, które miały nawet mniej niż 10 lat. Cesarz zakończył ten proceder. Jego małżonka Teodora wstawiła się też za prostytutkami. Nakazała uwolnienie dziewczyn i zamknięcie domów publicznych. Dziewczynom dała ubranie, jak również trochę pieniędzy.

## Historia badań naukowych
Jak we wszystkich tematach, które mają do czynienia z seksualnością trudnili się tym najpierw autorzy niezwiązani z tą dziedziną i temat ten podejmowali przeważnie w pracach popularnonaukowych. Dla fachowców z tej dziedziny temat ten był niepoważny i dezaprobowany. Jeśli w ogóle, poświęcili się temu tematowi, to tylko pod pseudonimami. Nie jest więc zaskakujące, że powstawały różne błędne interpretacje, które przetrwały do dziś w pamięci społecznej. Przeważnie te pierwsze prace były częścią ogólnego przedstawienia jak Die Geschlechtsausschweifungen unter den Völkern der alten und der neuen Welt geschichtlich und das Gewerbe feiler Weiber staatsrechtlich dargestellt (anonim, 1826). Zasadne jest, że zostały one napisane pod pretekstem chęci podniesienia moralności, lub zwalczania chorób wenerycznych przenoszonych drogą płciową. W bardziej wymagających pracach, takich jak u Ludwiga Friedländera, temat został potraktowany tylko mimochodem.
Zainteresowanie tym tematem odżyło na przełomie XIX i XX wieku, pod wpływem socjalizmu, psychoanalizy, ruchu praw kobiet i powstającego wyzwolenia seksualnego. Naukowcy szukali i znaleźli nowe podejście do tego tematu. Pierwsze naukowe badania zostały podjęte przez lekarza i założyciela nowoczesnej seksuologii, Iwana Blocha. Jego praca jednak zawiera jeszcze potępienie prostytucji jako takiej. Nie jest więc zaskakującym, że wiele z jego koncepcji uważa się obecnie za przestarzałe.
Przykładowo hetery w badaniach naukowych tego okresu zostały najpierw przedstawione w sposób wyidealizowany, że także oprócz wykonywania swojej działalności, oddawały swoje usługi mężczyznom bez zapłaty, do czego zostały zmuszone nieszczęśliwymi okolicznościami, jakie im towarzyszyły. Inni wyrażali pogląd, że wszystko to wzięło się pod wpływem szerzącego się feminizmu. Podzielono kobiety na dwie kategorie: żony, których seksualność była ograniczona przez mężów, i prostytutki. Te drugie były zarówno prostytutkami, jak również heterami, a nawet konkubinami. Ostatecznie odrzuca się te oba wyidealizowane wizerunki kobiet. Dzisiejsze badania pokazują, że nie jest możliwe jednoznaczne rozróżnienie, a wszystkie te granice są zbyt płynne.
Dopiero w 1960 roku, ponownie odżyło zainteresowanie tym tematem. Między innymi badania prowadził w tej dziedzinie Hans Herter. Opublikował on w swoim czasie cenioną rozprawę (Die Soziologie der antiken Prostitution im Lichte des heidnischen und christlichen Schrifttums Socjologia antycznej prostytucji w świetle pogańskiego i chrześcijańskiego piśmiennictwa) w Jahrbuch für Antike und Christentum, która dziś jest oczywiście tylko częściowo aktualna. Z perspektywy czasu, prace twórców tego okresu, zajmujących się starożytnymi Grekami i Rzymianami, mają dziś małe znaczenie naukowe.
Pod koniec roku 1980 z perspektywy feministycznej badania okresu antycznego prowadziły Ingeborga Peschel i Carola Reinsberg. Ich prace dają nową interpretację obrazu greckiej hetery. Z kolei Bettina Eva Stumpp opublikowała kompleksowe badania na temat prostytucji w Imperium Rzymskim. Co najmniej od 1990 roku temat „brudnego zakątka” powraca, a wiele pojedynczych badań historycznych i archeologicznych zajmuje się poszczególnymi aspektami zagadnień w tej dziedzinie.

### Wybór źródeł
- Liselot Huchthausen: „Römisches Recht”. Aufbau-Verlag, Berlin/Weimar 1975, ISBN 3-351-01334-5. (Bibliothek der Antike. Römische Reihe)
- Erotica antiqua, Werner Krenkel, wyd. 1. Aufl, Leipzig: Teubner, 1990, ISBN 3-322-00741-3, OCLC 25270251. Brak numerów stron w książce
- Karl-Wilhelm Weeber: „Decius war hier… Das Beste aus der römischen Graffitiszene”. Artemis & Winkler, Zürich/Düsseldorf 1996, ISBN 3-7608-1131-0. (Antike aktuell)

### Inna literatura
- Iwan Bloch: „Die Prostitution” Band 1, Louis Marcus Verlagsbuchhandlung, Berlin 1912.
- Ernest Bornemann: Diverse Artikel in „Lexikon der Liebe, Materialien zur Sexualwissenschaft”. Ullstein, Frankfurt am Main/Berlin/Wien 1978, ISBN 3-548-03585-X.
- James N. Davidson: „Kurtisanen und Meeresfrüchte. Die verzehrenden Leidenschaften im klassischen Athen”. Siedler Verlag, Berlin 1999, ISBN 3-8333-0199-6. (Original: „Courtesans and Fishcakes: The Consuming Passions of Classical Athens”. London 1997)
- Angelika Dierichs: „Erotik in der Kunst Griechenlands”. von Zabern, Mainz 1997, ISBN 3-8053-2014-0. (Antike Welt, Sonderheft; Zaberns Bildbände zur Archäologie)
- Angelika Dierichs: „Erotik in der Römischen Kunst”. von Zabern, Mainz 1993, ISBN 3-8053-1540-6. (Antike Welt, Sonderheft; Zaberns Bildbände zur Archäologie)
- Ludwig Friedlaender: „Sittengeschichte Roms”. Phaidon, Essen 1996, ISBN 3-88851-162-3. (Original: „Sittengeschichte Roms in der Zeit von August bis zum Ausgang der Antonine” 1862–1871)
- Jane F. Gardner: „Frauen im antiken Rom. Familie, Alltag, Recht.” C.H. Beck, München 1996, ISBN 3-406-39114-1. (Original: „Women in Roman law and society”. Croom Helm, 1986)
- Debra Hamel: „Der Fall Neaira. Die wahre Geschichte einer Hetäre im antiken Griechenland”. Primus-Verlag, Darmstadt 2004, ISBN 3-89678-255-X.
- Elke Hartmann: „Prostitution II: Klassische Antike”. In: „Der Neue Pauly”. Bd. 10 (2001), Spalte 451-454.
- Violaine Vanoyeke: „La Prostitution en Grèce et à Rome”. Les Belles Lettres, coll. «Realia», Paris 1990.
- Marilyn A. Katz: „Women, Children and Men”. In: Paul Cartledge (Hrsg.): „The Cambridge Illustrated History of Ancient Greece”. Cambridge 1998, S. 100-138.
- Mary R. Lefkowitz: „Die Töchter des Zeus. Frauen im alten Griechenland”. C.H. Beck, München 1992, ISBN 3-406-36768-2. (Original: „Women in Greek myth”. Gerald Duckworth & Co. Ltd., 1986)
- Thomas A.J. McGinn: „Prostitution, Sexuality, and the Law in Ancient Rome”. Oxford University Press, Oxford, New York 1998, ISBN 0-19-508785-2.
- Thomas A.J. McGinn: „The Economy of Prostitution in the Roman World: A Study of Social History and the Brothel”. University of Michigan Press, Ann Arbor 2004.
- Florian M. Müller, Veronika Sossau (Hrsg.): „Gefährtinnen. Vom Umgang mit Prostitution in der griechischen Antike und heute”, Innsbruck 2012, ISBN 978-3-902811-45-5. (SPECTANDA – Schriften des Archäologischen Museums Innsbruck 1)
- Sarah B. Pomeroy: „Frauenleben im Klassischen Altertum”. Kröner, Stuttgart 1985, ISBN 3-520-46101-3. (Original: „Women in classical antiquity”. 9. Auflage. Schocken Books, New York 1984)
- Carola Reinsberg: „Ehe, Hetärentum und Knabenliebe im antiken Griechenland”. C.H. Beck, München 1989, ISBN 3-406-33911-5. (Beck's archäologische Bibliothek)
- Martin Rybarski, Die Funktion des Flötenmädchens beim Symposion von 530 bis 500 v. Chr., München: GRIN Verlag GmbH, 2010, ISBN 978-3-640-60505-7, OCLC 724430078. Brak numerów stron w książce
- Christine Schnurr-Redford: „Frauen im klassischen Athen. Sozialer Raum und Bewegungs-freiheit”, Berlin 1996. (Dissertation)
- Wolfgang Schuller: „Frauen in der Römischen Geschichte”. Pieper, München/Zürich 1992, ISBN 3-492-11321-4.
- Bettina Eva Stumpp: „Prostitution in der römischen Antike”. Akademie-Verlag, Berlin 1998, ISBN 3-05-003256-1. (Antike in der Moderne)